# 舌痛症
舌痛症（ぜっつうしょう、glossodynia）は、器質的な変化が認められないにもかかわらず、舌に慢性的な痛みやしびれが生じる病気である。女性に多いが、歯科治療後に発症することが多い。舌に病変が認められないだけでなく、痛む部位が移動する、食事中は痛みが緩和されるなどの特徴から、「気のせい」にされることが少なくなく、適切な診断と治療がされていないケースが非常に多い。

## 症状
- 舌の先や縁にヒリヒリした痛みや灼熱感、しびれるような感覚が長期間続く。
- 舌の痛みやしびれの原因となるような腫れや炎症などは見つからない。
- 神経の麻痺も認められない。
- 血液検査でも特に異常値は認められない。
- 食事中や何かに熱中している間は舌の痛みやしびれを感じないことが多い。
- 日内変動があり、夕方から夜に悪化する。
- 痛む部位が移動する。

## 原因
十分に解明されていない。

## 疫学
アメリカ成人の0.7-2.6%の罹患率という報告がある（NIHからの報告、1989年）。女性に多い。

## 治療
最も有効な治療法は抗うつ薬を中心とした薬物療法である。不眠や不安を伴う場合は、睡眠導入薬や抗不安薬を併用する。漢方薬では柴胡加竜骨牡蛎湯の処方が奏功することもある。

## 予後
抗うつ薬による治療で1ヵ月後には7割程度の患者で症状の改善が認められる。

## 診療科
歯科心身症を診ることができる大学病院の歯科、口腔内科